# Vidal Celis
Félix Vidal Celis Zabala (Santander, 21 augustus 1982) is een Spaans voormalig wielrenner die in 2010 prof was bij Footon-Servetto.

## Overwinningen
1998
 Spaans kampioen op de weg, Nieuwelingen
2002
9e etappe Circuito Montañés
2003
4e etappe Ronde van Albacete
1e etappe Ronde van Cantabrië
2004
4e etappe deel A Bizkaiko Bira
2e etappe Ronde van Cantabrië
2006
7e etappe Circuito Montañés
2007
Ronde van Segovia
2e etappe Ronde van Zamora
4e en 5e etappe Ronde van Salamanca
3e en 4e etappe Wielerweek van Aragón
2011
2e en 5e etappe Jelajah Malaysia

## Resultaten in voornaamste wedstrijden
| Jaar | Gent-Wevelgem | Ronde van Vlaanderen |
| ---- | ------------- | -------------------- |
| 2010 | 66e           | opgave               |

## Ploegen
- 2002 –  ONCE-Eroski
- 2005 –  Orbea
- 2006 –  Orbea
- 2008 –  Barbot-Siper
- 2009 –  Barbot-Siper
- 2010 –  Footon-Servetto
- 2011 –  LeTua Cycling Team
- 2012 –  Azad University Cross Team (vanaf 1-4)
- 2013 –  RTS-Santic Racing Team (tot 1-4)

Albizuri · Amuriza · Arrizabalaga · Celis · del Nero · Díaz · Domínguez · Mezo · Otxotorena · A. Pérez · R. Pérez · Villegas · Zubero · Zumeta
Agirre · Amuriza · Armstrong · Celis · Díaz · Domínguez · Lazkano · Melero · Mezo · Otxotorena · Pérez · Velasco · Villegas · Zubero · Zumeta
Benítez · 
Brändle · 
Capecchi · 
Capelli · 
Cardoso · 
Celis · 
Cheula · 
Corti · 
Díaz  · 
Durán · 
Eibegger · 
Faiers · 
Felline · 
Gianetti · 
Gutiérrez Gutiérrez · 
Gutiérrez Palacios · 
Margaliot · 
Mata · 
Mayoz · 
Merino · 
Merlo · 
Pedersen · 
Pérez · 
Valls · 
Vitoria · 
Walker